# Liste des bourgmestres de Liège
Ceci est la liste des bourgmestres de Liège.

## Historique

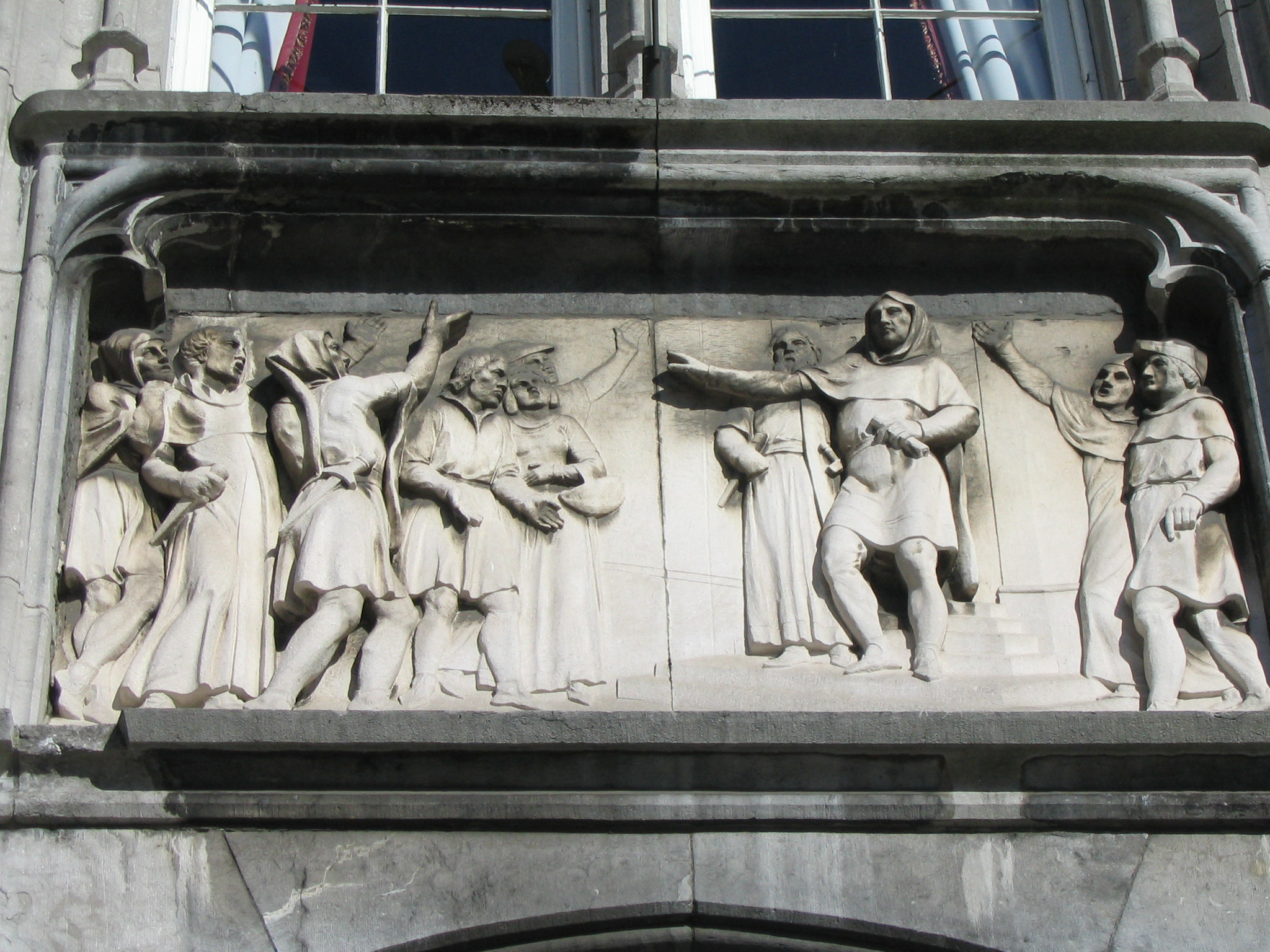
Bas-relief de la façade ouest néogothique du Palais provincial représentant L'élection des deux premiers bourgmestres par le peuple.

Dans la Principauté, la fonction était exercée par deux personnes exerçant un mandat d'un an. Avant 1253, les bourgmestres étaient issus du tribunal des échevins de Liège. En raison du mécontentement du peuple, une première élection fut organisée en 1253 pour faire élire ces bourgmestres, mais celle-ci fut fort confuse. En quelques années, le pouvoir des bourgmestres devint tellement important que les nobles voulurent se le réapproprier. Le compromis fut qu'ils choisiraient ensemble les deux bourgmestres et que l'un serait noble et l'autre bourgeois. Afin d'éviter la pression des nobles, le peuple demanda que chaque corps élise son bourgmestre à part, ce qu'il leur fut accordé par la lettre de Saint-Jacques en 1343. Avec l'autorité ecclésiastique, cette organisation préfigure le Tiers état. En 1571, les échevins ne sont plus éligibles à la charge de bourgmestre sous prétexte que les affaires de la justice leur donnaient assez d'occupation. Cette résolution fut désapprouvée par le prince-évêque Gérard de Groesbeeck. Cependant un règlement de 1649 confirmé en 1684 exclut les échevins et les conseillers au conseil ordinaire de la fonction.

## Liste

### Bourgmestres de la Principauté de Liège
| Nom                                                       | Nom | Illustration | Dates du mandat | Dates du mandat | Parti                 | Notes |
| --------------------------------------------------------- | --- | ------------ | --------------- | --------------- | --------------------- | --- |
| Sous Jean d'Eppes (1229-1238)                             | |              |                 |                 |                       | |
|                                                           | ... |              |                 |                 |                       | |
|                                                           | Gilles et Alexandre |              | 1231            | 1232            |                       | « Les magistrats du peuple, Alexandre et Gilles, citains de Liége » |
|                                                           | Louis de Surlet |              | 1231            | 1232            |                       | Louis de Surlet est le plus ancien bourgmestre (Maître de la Cité) mentionné dans les archives bien qu'il lui ait sûrement existé des prédécesseurs. |
|                                                           | ... |              |                 |                 |                       | |
| Sous Guillaume de Savoie (1238-1239)                      | |              |                 |                 |                       | |
|                                                           | ... |              |                 |                 |                       | |
| Sous Robert de Thourotte (1240-1246)                      | |              |                 |                 |                       | |
|                                                           | ... |              |                 |                 |                       | |
|                                                           | Pierre de Xhendremael et Jacques de Saint-Martin |              | 1242            | 1243            |                       | |
|                                                           | ... |              |                 |                 |                       | |
| Sous Henri de Gueldre (1247-1274)                         | |              |                 |                 |                       | |
|                                                           | ... |              |                 |                 |                       | |
|                                                           | Pirard de Neuvice et Renier de Féronstrée |              | 1248            | 1249            |                       | |
|                                                           | ... |              |                 |                 |                       | |
|                                                           | Gilles du Marché et François de Viseit (Visé) |              | 1251            | 1252            |                       | |
|                                                           | ... |              | 1252            | 1253            |                       | |
|                                                           | Henri de Dinant et Jean Germeau |              | 24 juin 1253    | 1254            |                       | Élus maîtres à temps (Bourgmestres) |
|                                                           | Mathieu l'Albucher et Gérard Beausire |              | 1254            | 1255            |                       | |
|                                                           | Simon de Souverain Pont et Bodechon de Gerardrie |              | 1255            | 1256            |                       | |
|                                                           | ... |              |                 |                 |                       | |
|                                                           | Alexandre de Saint-Servais et ? |              | 1258            | 1259            |                       | |
|                                                           | ... |              |                 |                 |                       | |
|                                                           | Jean de Marêts et ? |              | 1269            | 1270            |                       | |
|                                                           | ... |              |                 |                 |                       | |
|                                                           | Jean de Lardier et ? |              | 1274            | 1275            |                       | |
| Sous Jean d'Enghien (1274-1281)                           | |              |                 |                 |                       | |
|                                                           | ... |              |                 |                 |                       | |
|                                                           | Lambert delle Fosse et Louis de Pilechoule |              | 1276            | 1277            |                       | |
|                                                           | ... |              |                 |                 |                       | |
| Sous Jean de Flandre (1282-1292)                          | |              |                 |                 |                       | |
|                                                           | ... |              |                 |                 |                       | |
| Interrègne (1292-1296)                                    | |              |                 |                 |                       | |
|                                                           | ... |              |                 |                 |                       | |
|                                                           | Jacques Chabot et ? |              | 1293            | 1294            |                       | |
|                                                           | ... |              |                 |                 |                       | |
| Sous Hugues de Chalon (1296-1301)                         | |              |                 |                 |                       | |
|                                                           | Henri le Paire de Waroux et ? |              | 1296            | 1297            |                       | |
|                                                           | ... |              |                 |                 |                       | |
| Sous Adolphe de Waldeck (1301-1302)                       | |              |                 |                 |                       | |
|                                                           | ... |              |                 |                 |                       | |
|                                                           | Henri Polarde et Jean du Pont |              | 1302            | 1303            |                       | |
| Sous Thiébaut de Bar (1302-1312)                          | |              |                 |                 |                       | |
|                                                           | Franckar de Saint-Servais et Gauthier le Follon |              | 1303            | 1304            |                       | |
|                                                           | Gillard del Cange et Gérard de Chaweheit |              | 1304            | 1305            |                       | |
|                                                           | Henri de Saint-Servais et Jean du Pont |              | 1305            | 1306            |                       | |
|                                                           | Jacques de Coir et Baudoin de Fize |              | 1306            | 1307            |                       | |
|                                                           | Gilles le Beau d'Isle dit del Cange et Gauthier le Follon |              | 1307            | 1308            |                       | Paix de Seraing : confirme la situation de 1303, les métiers élisent un maître sur deux |
|                                                           | Fastré Baré de Voroux et Jean du Pont |              | 1308            | 1309            |                       | |
|                                                           | Henri de Saint-Servais et Jean de Velroux dit « Mostard » |              | 1309            | 1310            |                       | |
|                                                           | Jean de Surlet et Jean de Chaynée (Chênée) dit le Moine |              | 1310            | 1311            |                       | |
|                                                           | Jean de Saint-Martin et Jean du Pont |              | 1311            | 1312            |                       | |
|                                                           | Nicolas de Barchon et Buchard le Follon |              | 1312            | 1313            |                       | |
|                                                           | Gérard Nadon de Vottem et Jean Hannoseal |              | 1313            | 1314            |                       | Paix d'Angleur |
| Sous Adolphe de La Marck (1313-1344)                      | |              |                 |                 |                       | |
|                                                           | Jean de Surlet dit de Lardier et Jean de Chaynée dit la Moine |              | 1314            | 1315            |                       | |
|                                                           | Fastré de Baré Voroux et Collard de Herstal |              | 1315            | 1316            |                       | |
|                                                           | Nicolas de Barchon et Buchard le Follon |              | 1316            | 1317            |                       | |
|                                                           | Jean Alexandre de Fechier et Jean Zuteminne |              | 1317            | 1318            |                       | |
|                                                           | Fastré de Baré Voroux et Collard de Herstal |              | 1318            | 1319            |                       | |
|                                                           | Jean de Surlet dit de Lardier et Jean Hannoseal |              | 1319            | 1320            |                       | |
|                                                           | Gérard Nadon de Vottem et Gilles Pollard dit de Neuvice |              | 1320            | 1321            |                       | |
|                                                           | Henri de Rahier et Collard de Limbourg dit de Samsom |              | 1321            | 1322            |                       | |
|                                                           | Raes de Warfusée et Gilles de Lion |              | 1322            | 1323            |                       | |
|                                                           | Fastré Baré de Voroux et Collard de Herstal |              | 1323            | 1324            |                       | |
|                                                           | Otton d'Isle et Jean Hannoseal |              | 1324            | 1325            |                       | |
|                                                           | Jean de Surler dit de Lardier et Jean du Soleil |              | 1325            | 1326            |                       | |
|                                                           | Fastré de Baré Voroux et Collard ou Nicolas de Limbourg dit de Samsom |              | 1326            | 1327            |                       | |
|                                                           | Guillaume de Jehain et Pierre Andricas ou Andrichat |              | 1327            | 1328            |                       | |
|                                                           | Gérard Nadon de Vottem et Jean Hannoseal |              | 1328            | 1329            |                       | |
|                                                           | Jean d'Oreille (Oreye) et André de Ferier |              | 1329            | 1330            |                       | |
|                                                           | Collard de Limbourg dit de Samsom et Pierre d'Andricas dit del Cange |              | 1330            | 1331            |                       | |
|                                                           | Jean du Soleil |              | 1330            | 1331            |                       | |
|                                                           | Antoine de Blavier et André de Biernaw (Berneau) |              | 1331            | 1332            |                       | |
|                                                           | Jean de Surlet dit de Lardier et Collard le Damoiseau de Féronstrée |              | 1332            | 1333            |                       | |
|                                                           | Thomas de Hemricourt et Gauthier le Follon |              | 1333            | 1334            |                       | |
|                                                           | Jean de Colonster dit Desprez et Renier Gochelet |              | 1334            | 1335            |                       | |
|                                                           | Antoine le Blavier et Henri Kune Desprez |              | 1335            | 1336            |                       | |
|                                                           | Collard de Limbourg dit de Samsom et Louis ou Tilman de Rosmel |              | 1336            | 1337            |                       | |
|                                                           | Louis d'Ouffeit (Ouffet) et André de Biernaw |              | 1337            | 1338            |                       | Il existe une areine « messire Louis d'Ouffet » |
|                                                           | Raes de Warfusée et Jean de Flémalle |              | 1338            | 1339            |                       | |
|                                                           | Jean de Surlet di de Lardier et Gauthier le Follon |              | 1339            | 1340            |                       | |
|                                                           | Jean Boileau et Henri de Lardier |              | 1340            | 1341            |                       | |
|                                                           | Henri du Soleil et Jean Waldorial |              | 1341            | 1342            |                       | |
|                                                           | Herbert ou Hubert Després et Jean de Flémalle |              | 1342            | 1343            |                       | |
|                                                           | Jean de Surlet dit de Lardier et Jacques Jacquemont dit Cockial |              | 1343            | 1344            |                       | |
|                                                           | Raes de Warfusée et Collard de Bierset dit de Perron |              | 1344            | 1345            |                       | |
|                                                           | Henri de Soleil, puis Berthaut Baré de Voroux, et Jean de Flémalle |              | 1346            | 1346            |                       | |
| Sous Engelbert III de La Marck (1345-1364)                | |              |                 |                 |                       | |
|                                                           | Berthaut Baré de Voroux et Jean Waldorial |              | 1346            | 1347            |                       | |
|                                                           | Arnould de Haultepenne et Radoux Desprez le Jeune dit de Colonster |              | 1347            | 1348            |                       | |
|                                                           | ? |              | 1348            | 1357            |                       | |
|                                                           | Godefroid le Cornus et Jean de Flémalle |              | 1357            | 1358            |                       | |
|                                                           | Jean Peveral et Julien de Herve |              | 1358            | 1359            |                       | |
|                                                           | Thibault de Surlet dit de Lardier et Jean de Waldorial |              | 1359            | 1360            |                       | |
|                                                           | Guillaume de Coir et Jean de Flémalle le Jeune dit de Scolier |              | 1360            | 1361            |                       | |
|                                                           | Louis le Bron de Flémalle et Louis Marteau de Bombay dit de la Neuville |              | 1361            | 1362            |                       | |
|                                                           | Godefroid le Cornus et Jean le Berwir |              | 1362            | 1363            |                       | |
|                                                           | Raes de Haccourt et Jean Waldorial |              | 1363            | 1364            |                       | |
| Sous Jean d'Arckel (1364-1378)                            | |              |                 |                 |                       | |
|                                                           | Thibault de Surlet dit de Lardier et Jean le Robiers ou Robieux ou Robeur |              | 1364            | 1365            |                       | |
|                                                           | Guillaume de Coir et Jean de Flémalle dit de Scolier |              | 1365            | 1366            |                       | |
|                                                           | Libier de Quartier et Jean Waldorial |              | 1366            | 1367            |                       | |
|                                                           | Raes de Haccourt et Henri de Coing, ou de Cune, dit le Jeune |              | 1367            | 1368            |                       | |
|                                                           | Radoux de Haccourt et Lambert le Rosseaux |              | 1368            | 1369            |                       | |
|                                                           | Thibault de Surlet dit de Lardier et Jean de Surlet |              | 1369            | 1370            |                       | |
|                                                           | Jean de Crissegnée (Crisnée) dit le Moine et Jean Waldorial |              | 1370            | 1371            |                       | |
|                                                           | Raes de Haccourt et Hherman de Cologne |              | 1371            | 1372            |                       | |
|                                                           | Bertrand de Liers et Jean le Robiers |              | 1372            | 1373            |                       | |
|                                                           | Bertrand de Liers et Jean le Robiers |              | 1373            | 1374            |                       | |
|                                                           | Jean de Bernalmont et Jean le Cock |              | 1374            | 1375            |                       | |
|                                                           | Renier de Bierset et Huwar Huwenial |              | 1375            | 1376            |                       | |
|                                                           | Gossuin de Flémalle et Collar le Berwier |              | 1376            | 1377            |                       | |
|                                                           | Jean de Hannut dit d'Amay et Henri Frérart |              | 1377            | 1378            |                       | |
| Sous Arnould de Hornes (1378-1389)                        | |              |                 |                 |                       | |
|                                                           | Aoust ou Adolphe de Charnoir et Jean Waldorial le Jeune |              | 1378            | 1379            |                       | |
|                                                           | Nicolas Velroux dit Dechamps et Jean le Cock |              | 1379            | 1380            |                       | |
|                                                           | Thierri de Moylant et Jean de Coir |              | 1380            | 1381            |                       | |
|                                                           | Fastré Baré de Surlet dit de Lardier et Pierre le Robiers |              | 1381            | 1382            |                       | |
|                                                           | Jean Buchard de la Boverie et Henry Frérart |              | 1382            | 1383            |                       | |
|                                                           | Baudouin de Saint-Servais et Pierre le Robiers |              | 1383            | 1384            |                       | |
|                                                           | Fastré Baré de Surlet dit de Lardier et Jean le Cock |              | 1384            | 1385            |                       | « Démocratie liégeoise » : le peuple obtient le droit de choisir tous les membres du conseil de la Cité et les 32 métiers élisent les deux « maîtres à temps » et la totalité des jurés. |
|                                                           | Nicolas de Velroux dit Dechamps et Warnier de Bierset dit Joyliet |              | 1385            | 1386            |                       | |
|                                                           | Goessuin de Coir et Jacques de Theux dit de Salme |              | 1386            | 1387            |                       | |
|                                                           | Gilles de Bierset et Henry Coing |              | 1387            | 1388            |                       | |
|                                                           | Gilles de Lavoir et Guillaume de Flémalle |              | 1388            | 1389            |                       | |
|                                                           | Antoine de Berleur et Renwart de Montegnée dit du Pont d'Avroy |              | 1389            | 1390            |                       | |
| Sous Jean III de Bavière (1389-1418)                      | |              |                 |                 |                       | |
|                                                           | Jacques de Hemricourt et Alard de Kemexhe dit le Mangon |              | 1390            | 1391            |                       | |
|                                                           | Jean le Cock et Henry de Coing |              | 1391            | 1392            |                       | |
|                                                           | Warnier de Bierset dit Joyliet et Jacques de Theux dit de Salme |              | 1392            | 1393            |                       | |
|                                                           | Willem Proest de Melin et Pierre le Robiers |              | 1393            | 1394            |                       | |
|                                                           | Guillaume d'Athin et Louis d'Yernawe |              | 1394            | 1395            |                       | |
|                                                           | Pierre le Robiers le Jeune et Gilles de Bierset |              | 1395            | 1396            |                       | |
|                                                           | Warnier de Bierset dit Joyliet et Jacques de Wez dit de Theux et de Salme |              | 1396            | 1397            |                       | |
|                                                           | Baudouin de la Roche et Jean le Cock, puis Pierre le Robiers, puis Jean de Serain (Seraing) et Jacques de Wez                                                                |              | 1397            | 1398            |                       | |
|                                                           | Jean de Serain et Jacques de Wez dit de Salme |              | 1398            | 1399            |                       | |
|                                                           | Jean de Surlet dit de Lardier et Gilles de Bierset |              | 1399            | 1400            |                       | |
|                                                           | Pierre le Robier le Jeune et Renwart de Montegnée dit du Pont d'Avroy |              | 1400            | 1401            |                       | |
|                                                           | Jacques Badris dit de Boins et Elias (ou Hellar) de Flémalle |              | 1401            | 1402            |                       | |
|                                                           | Jean de Surlet dit de Lardier et Jacques Badut |              | 1402            | 1403            |                       | |
|                                                           | Baudouin delle Roche et Laurent Lamboret, puis Renwart Orban surnommé de St-Nicolas en Glain et Jacques de Chrisgnée                                                         |              | 1403            | 1404            |                       | Les seconds sont nommés le 10 octobre 1403, trois jours après l'exil des deux précédents. |
|                                                           | Wathieu d'Athin et Nicolas Textor dit de Faucoumont |              | 1404            | 1405            |                       | |
|                                                           | Thibaut de Surlet dit de Lardier et Jean le Robiers |              | 1405            | 1406            |                       | |
|                                                           | Guillaume d'Athin et Jean delle Chaussée de Jeneffe |              | 1406            | 1407            |                       | |
|                                                           | Wautier de Fléron et Jacques Badut |              | 1407            | 1408            |                       | |
|                                                           | Interruption |              | 1408            | 1417            |                       | Après la bataille d'Othée, les chartes, franchises et libertés sont supprimées. Les bourgmestres sont remplacés par un decemvirat, puis en 1414, un collège de 13 magistrats. Les droits des bourgeois sont rétablis par l'empereur Sigismond en 1417. |
| Sous Jean de Walenrode (1418-1419)                        | |              |                 |                 |                       | |
|                                                           | Wathieu d'Athin et Wathieu de Fléron |              | 1417            | 1418            |                       | Sous le titre de « régens ». Assistent à l'entrée solennelle de Jean de Walenrode (juillet 1418). |
|                                                           | Guillaume d'Athin et Jean de Waroux dit Guillardin |              | 1418            | 1419            |                       | |
| Sous Jean de Heinsberg (1419-1455)                        | |              |                 |                 |                       | |
|                                                           | Fastré Baré de Surlet et François de Bierset |              | 1419            | 1420            |                       | Assistent à l'entrée solennelle de Jean de Heinsberg (décembre 1419) |
|                                                           | Guillaume d'Athin et Englebert de Waroux surnommé de Harzée |              | 1420            | 1421            |                       | |
|                                                           | Fastré Baré de Surlet et François de Bierset |              | 1421            | 1422            |                       | |
|                                                           | Guillaume d'Athin et Wathieu de Fléron |              | 1422            | 1423            |                       | |
|                                                           | Fastré Baré de Surlet et Gilles de Bierset |              | 1423            | 1424            |                       | |
|                                                           | Raes de Warfusée, seigneur de Waroux et Gilles de Mollin dit delle Fosse |              | 1424            | 1425            |                       | Réforme de Heinsberg : les « Commissaires de La Cité », une commission permanente de 22 bourgeois - 6 nommés par le prince et 16 par les vinâves de la Ville - désignent chaque année, le 15 juillet, 32 hommes, un par métier, qui forment le Conseil. Celui-ci nomme les deux bourgmestres, désormais rémunérés mais non-rééligibles avant quatre ans, parmi les bourgeois. |
|                                                           | Gilbert de Seraing et Henri de Stembier |              | 1425            | 1426            |                       | |
|                                                           | François de Bierset et Pirard delle Fontaine |              | 1426            | 1427            |                       | |
|                                                           | Wathieu d'Athin et Eustache Chabot |              | 1427            | 1428            |                       | Wathieu d'Athin est expulsé de la principauté à cause de ses excès et ses biens sont confisqués. |
|                                                           | Fastré Baré de Surlet et Gilles de Bierset |              | 1428            | 1429            |                       | |
|                                                           | Wathieu de Fléron et Alexandre de Seraing, puis Henri delle Chaussée et Gilbert de Seraing                                                                                   |              | 1429            | 1430            |                       | Wathieu et Alexandre meurent empoisonnés, peut-être par des partisans de Wathieu d'Athin. |
|                                                           | Gilbert de Seraing et Henri delle Chaussée |              | 1430            | 1431            |                       | |
|                                                           | François de Bierset et Nicolas (ou Cloës) delle Chievre |              | 1431            | 1432            |                       | |
|                                                           | Guillaume d'Athin, puis Fastré Baré de Surlet, et Jean de Borlé dit du Lévrier                                                                                               |              | 1432            | 1433            |                       | Guillaume d'Anthin est chassé comme son frère. |
|                                                           | Fastré Baré de Surlet et Bauduin de Lardier |              | 1433            | 1434            |                       | |
|                                                           | Alexandre de Seraing et Gérard de Sainte-Marguerite dit de l'Évêque-Cour |              | 1434            | 1435            |                       | |
|                                                           | Henri delle Chaussée et Gilles de Metz |              | 1435            | 1436            |                       | |
|                                                           | François de Bierset et Nicolas delle Chièvre |              | 1436            | 1437            |                       | |
|                                                           | Raes de Warfusée et Jean Michelot |              | 1437            | 1438            |                       | |
|                                                           | Jean de Huy et Fastré Baré de Surlet |              | 1438            | 1439            |                       | Épidémie de peste. |
|                                                           | Alexandre de Seraing et Gérard de Sainte-Marguerite dit de L'Évêque-Cour |              | 1439            | 1440            |                       | |
|                                                           | Jean de Straile et Gilles de Metz |              | 1440            | 1441            |                       | |
|                                                           | Jean de Surlet et Henri delle Chaussée de Jeneffe |              | 1441            | 1442            |                       | |
|                                                           | Gilbert de Seraing et Jean del Barde |              | 1442            | 1443            |                       | |
|                                                           | Conrard de Bombay et Eustache Chabot |              | 1443            | 1444            |                       | |
|                                                           | Alexandre de Seraing et Henri Sordeille (ou Sordeilhe) |              | 1444            | 1445            |                       | |
|                                                           | Jean de Straile et Gilles de Metz |              | 1445            | 1446            |                       | |
|                                                           | Fastré Baré de Surlet le Jeune et Tilman Waldorial |              | 1446            | 1447            |                       | |
|                                                           | Jean del Barde et Gilles de Lens |              | 1447            | 1448            |                       | |
|                                                           | Conrard de Bombay et Arnould de Barxhon |              | 1448            | 1449            |                       | |
|                                                           | Alexandre de Seraing et Henri Sordeille |              | 1449            | 1450            |                       | |
|                                                           | Jean de Seraing et Gilles de Metz |              | 1450            | 1451            |                       | |
|                                                           | Jean de Straile et Tilman Waldorial |              | 1451            | 1452            |                       | |
|                                                           | Fastré Baré de Surlet le Jeune et Jean del Barde |              | 1452            | 1453            |                       | |
|                                                           | Henri delle Chaussée de Jeneffe et Gilles de Huy |              | 1453            | 1454            |                       | |
|                                                           | Conrard de Bombay et Gilles de Lens |              | 1454            | 1455            |                       | |
|                                                           | Amel de Velroux et Jean de la Boverie dit le Ruyte |              | 1455            | 1456            |                       | |
|                                                           | Jean de Straile et Gérard Goessuin dit de Beyne |              | 1456            | 1457            |                       | Assistent à l'entrée solennelle de Louis de Bourbon le 7 août 1457 |
| Sous Louis de Bourbon (1456-1482)                         | |              |                 |                 |                       | |
|                                                           | Fastré Baré de Surlet et Gérard de Tollet |              | 1457            | 1458            |                       | |
|                                                           | Jean de Sart dit Helman et Renart de Rouveroy |              | 1458            | 1459            |                       | |
|                                                           | Gilles de Huy et Matthieu Haweal |              | 1459            | 1460            |                       | |
|                                                           | Gilles de Metz et Jean de la Boverie dit le Ruyte |              | 1460            | 1461            |                       | |
|                                                           | Gérard Goessuin dit de Beyne et Guillaume Deschamps surnommé de la Violette                                                                                                  |              | 1461            | 1462            |                       | |
|                                                           | Fastré Baré de Surlet et Hellin de Bolsée |              | 1462            | 1463            |                       | |
|                                                           | Raes de la Rivière et Jean de Sart dit Helman |              | 1463            | 1464            |                       | |
|                                                           | Guillaume de Berlo dit de Brus et Matthieu Haweal |              | 1464            | 1465            |                       | |
|                                                           | Jean de la Boverie dit le Ruyte et Jean de Seraing |              | 1465            | 1466            |                       | Différends grandissant entre le Prince-Évêque et le peuple : le pape Paul II émet une sentence contre les Liégeois. |
|                                                           | Renart de Rouveroy et Guillaume de Surlet, puis Fastré Baré de Surlet. Suppléants désignés : Jean de Streel et Henri de Soleil                                               |              | 1466            | 1467            |                       | |
|                                                           | Renart de Rouveroy et Guillaume de Surlet |              | 1466            | 1467            |                       | |
|                                                           | Fastré Baré de Surlet et Henri du Soleil |              | 1467            | 1468            |                       | Défaite liégeoise face aux troupes de Charles le Téméraire. |
|                                                           | Interruption |              | 1468            | 1477            |                       | Mise en place d'un Conseil de Régence, accompagné d'un Tribunal avec compétences de Police à la place du conseil des échevins. |
|                                                           | Guillaume de Warfusée et Guillaume de Momalle |              | 1477            | 1478            |                       | Rétablissement de tous les corps publics. Les trente-deux métiers rétablis dans leurs droits choisissent de nouveaux bourgmestres le 7 mai 1477. |
|                                                           | Guillaume de Horion et Matthieu Haweal |              | 1478            | 1479            |                       | |
|                                                           | Guillaume de Berlo et Quentin de Thuin |              | 1479            | 1480            |                       | |
|                                                           | Guillaume de Surlet et Jean I de Courtejoye |              | 1480            | 1481            |                       | |
|                                                           | Guillaume de Momalle et Jean Haweal |              | 1481            | 1482            |                       | |
|                                                           | Jean de la Boverie dit le Ruyte et Jean le Pollain de Hollogne, puis Urbain de Villers le Bouillet.                                                                          |              | 1482            | 1483            |                       | |
|                                                           | Henri de Seraing et Denis Corbeau de Poulseur |              | 1483            | 1484            |                       | |
| Sous Jean de Hornes (1483-1505)                           | |              |                 |                 |                       | |
|                                                           | Jean le Polain, seigneur de Xhenemont et Wathieu de Corswarem |              | 1484            | 1485            |                       | |
|                                                           | Urbain de Villers et Jacques de Crisnée, dit de Dommartin ou d'Anthisnes |              | 1485            | 1486            |                       | |
|                                                           | Gilles de Huy et Tilman Waldoreal |              | 1486            | 1487            |                       | |
|                                                           | Arnould de Berlo et Wathieu de Corswarem |              | 1487            | 1488            |                       | |
|                                                           | Jean de Beaurewart, dit le Ruyte et Arnould le Berlier |              | 1488            | 1489            |                       | |
|                                                           | Tilman d'Heur et Jean de Standon, dit le Bâtar |              | 1489            | 1490            |                       | |
|                                                           | Urbain de Villers et Jean de Beaurewart, dit le Ruyte |              | 1490            | 1491            |                       | |
|                                                           | Jean de Hollogne et Jean-Hustin de Warnant d'Oultremont |              | 1491            | 1492            |                       | |
|                                                           | Wathieu Huwart, dit Huwenial et Jean de Meers |              | 1492            | 1493            |                       | |
|                                                           | Raes de Warfusée et Gilles de Huy |              | 1493            | 1494            |                       | |
|                                                           | Jean le Polain et Jean Conrard de Brusse |              | 1494            | 1495            |                       | |
|                                                           | Jean d'Argenteau et Wathieu Huwart |              | 1495            | 1496            |                       | |
|                                                           | Guillaume de Horion et Jean de Meers |              | 1496            | 1497            |                       | |
|                                                           | Raes de Warfusée et Gilles de Huy |              | 1497            | 1498            |                       | |
|                                                           | Jean d'Alsteren et Matthieu de Tongre |              | 1498            | 1499            |                       | |
|                                                           | Jean de Huy et Raes d'Ans |              | 1499            | 1500            |                       | Raës d'Ans était surnommé Le houilleur |
|                                                           | Wathieu Huwart et Barthélemy de Resimont |              | 1500            | 1501            |                       | |
|                                                           | Raes de Warfusée et Gilles de Huy |              | 1501            | 1502            |                       | |
|                                                           | Jean d'Alsteren et Jean de Loncin |              | 1502            | 1503            |                       | |
|                                                           | Raes d'Ans et Matthieu de Tongre |              | 1503            | 1504            |                       | Raes d'Ans est élu pour le 2e fois. |
|                                                           | Jean de Huy et Jean de Sart, dit Helman |              | 1504            | 1505            |                       | |
|                                                           | Gilles de Huy et Wathieu Huwart |              | 1505            | 1506            |                       | |
| Sous Érard de La Marck (1505-1538)                        | |              |                 |                 |                       | |
|                                                           | Jacques de Corswarem et Jean de Loncin |              | 1506            | 1507            |                       | |
|                                                           | Jean de Huy et Jean le Berlier |              | 1507            | 1508            |                       | |
|                                                           | Barthélémy de Resimont et Gérard de Viron |              | 1508            | 1509            |                       | |
|                                                           | Jacques de Corswarem et Gilles le Berlier |              | 1509            | 1510            |                       | |
|                                                           | Fastré Baré de Surlet et Jean le Berlier |              | 1510            | 1511            |                       | |
|                                                           | Raes de Warfusée et Gérard de Viron |              | 1511            | 1512            |                       | |
|                                                           | Jean de Huy et Gérard de Pousseur |              | 1512            | 1513            |                       | |
|                                                           | Jean d'Alsteren et Raes d'Ans, le jeune |              | 1513            | 1514            |                       | |
|                                                           | Hubert de Mouhin, dit de Vaux et Jean de Sart, dit Helman |              | 1514            | 1515            |                       | |
|                                                           | Henri Helman, dit de Sart et Arnould le Blavier de Jemeppe |              | 1515            | 1516            |                       | |
|                                                           | Gérard de Pousseur et Jean le Berlier |              | 1516            | 1517            |                       | |
|                                                           | Gilles le Berlier et Nicolas Perone |              | 1517            | 1518            |                       | |
|                                                           | Raes de Warfusée et Gérard de Viron |              | 1518            | 1519            |                       | |
|                                                           | Jean de Sart, dit Helman et Jean le Pottier |              | 1519            | 1520            |                       | |
|                                                           | Richard de Merode et Arnould le Blavier de Jemeppe |              | 1520            | 1521            |                       | |
|                                                           | Henri de Sart, dit Helman et Raes d'Ans, le jeune |              | 1521            | 1522            |                       | |
|                                                           | Edmond de Schwartzemberg et Gérard de Viron, puis Nicolas Perone |              | 1522            | 1523            |                       | |
|                                                           | Jean de Berlaymont, dit de Floyon et Onufride de Celliers |              | 1523            | 1524            |                       | |
|                                                           | Arnould de Berlo et Jean Conrard de Brusse, dit de Loën |              | 1524            | 1525            |                       | |
|                                                           | Richard de Merode et Arnould le Blavier de Jemeppe |              | 1525            | 1526            |                       | |
|                                                           | Edmond de Schwartzemberg et Henri Helman, dit de Sart |              | 1526            | 1527            |                       | |
|                                                           | Jean de Berlaymont, dit de Floyon et Gilles le Berlier |              | 1527            | 1528            |                       | |
|                                                           | Onufride de Celliers et Henri Haweal |              | 1528            | 1529            |                       | |
|                                                           | Raes d'Ans, le jeune, et Gilles d'Heur |              | 1529            | 1530            |                       | |
|                                                           | Edmond de Schwartzemberg et Jean de Viron |              | 1530            | 1531            |                       | Mandat durant lequel se passe la Révolte des Rivageois |
|                                                           | Richard de Merode et Arnould le Blavier de Jemeppe |              | 1531            | 1532            |                       | |
|                                                           | Gilles le Berlier et Jean delle Falloise |              | 1532            | 1533            |                       | |
|                                                           | Raes d'Ans et Jean Piteit |              | 1533            | 1534            |                       | |
|                                                           | Edmond de Schwartzemberg et Gilles d'Heur |              | 1534            | 1535            |                       | |
|                                                           | Arnould le Blavier de Jemeppe et Jean de Tollet |              | 1535            | 1536            |                       | |
|                                                           | Henri Haweal et Jean delle Falloise |              | 1536            | 1537            |                       | |
|                                                           | Jean Piteit et Erard de Berlaymont, dit de Floyon |              | 1537            | 1538            |                       | |
|                                                           | Edmond de Schwartzemberg et Arnould de Berlo, puis Wathieu Woot de Triexhe                                                                                                   |              | 1538            | 1539            |                       | |
| Sous Corneille de Berghes (1538-1544)                     | |              |                 |                 |                       | |
|                                                           | Jean de Tollet et Erard de Wihogne, dit de Lexhy |              | 1539            | 1540            |                       | |
|                                                           | Henri Haweal et Thomas Woot de Triexhe |              | 1540            | 1541            |                       | |
|                                                           | Richard de Merode et Erard de Berlaymont, dit de Floyon |              | 1541            | 1542            |                       | |
|                                                           | Jean de Loncin et Raes d'Ans |              | 1542            | 1543            |                       | |
|                                                           | Erard de Wihogne, dit de Lexhy et Jean de Joncis |              | 1543            | 1544            |                       | |
|                                                           | Guillaume de Meef, dit de Champion et Jean de Miche |              | 1544            | 1545            |                       | |
| Sous Georges d'Autriche (1544-1557)                       | |              |                 |                 |                       | |
|                                                           | Erard de Berlaymont et Wathieu Woot de Triexhe |              | 1545            | 1546            |                       | |
|                                                           | Raes d'Ans et Thomas Woot de Triexhe |              | 1546            | 1547            |                       | |
|                                                           | Jean de Tollet et Nicolas d'Heur |              | 1547            | 1548            |                       | |
|                                                           | Gilles de Stier et Jean Goesvin, dit de Beyne |              | 1548            | 1549            |                       | |
|                                                           | Jean de Serville et Guillaume Goesvin, dit de Beyne |              | 1549            | 1550            |                       | |
|                                                           | Edmond de Schwartzemberg et Guillaume de Meef, dit de Champion |              | 1550            | 1551            |                       | |
|                                                           | Jean de Sohey, dit d'Antine et Mathieu de la Thour |              | 1551            | 1552            |                       | |
|                                                           | Erard de Berlaymont et Gilles de Stier |              | 1552            | 1553            |                       | |
|                                                           | Guillaume Goesvin, dit de Beyne et Noël de Fexhe, dit de Kemexhe |              | 1553            | 1554            |                       | |
|                                                           | Raes d'Ans et Jean Dorjo |              | 1554            | 1555            |                       | |
|                                                           | Jean de Loncin et Raes de Ghoye |              | 1555            | 1556            |                       | |
|                                                           | Jean de Piteit le Jeune et Albert de Saulcy |              | 1556            | 1557            |                       | |
|                                                           | Erard de Berlaymont et Antoine Libert |              | 1557            | 1558            |                       | |
| Sous Robert de Berghes (1557-1564)                        | |              |                 |                 |                       | |
|                                                           | Jean de Miche et Antoine Libert |              | 1558            | 1559            |                       | |
|                                                           | Gilles de Stier et Jean del Salme, dit del Flamine |              | 1559            | 1560            |                       | |
|                                                           | Guillaume Goesvin, dit de Beyne et Nicolas de Miche |              | 1560            | 1561            |                       | |
|                                                           | Erard de Berlaymont et Jean de Berlo |              | 1561            | 1562            |                       | |
|                                                           | Jean de Loncin et Albert de Saulcy |              | 1562            | 1563            |                       | |
|                                                           | Gilles de Stier et Jacques Obrecht |              | 1563            | 1564            |                       | |
|                                                           | Jean de Streel et Pierre Bex |              | 1564            | 1565            |                       | |
| Sous Gérard de Groesbeek (1564-1580)                      | |              |                 |                 |                       | |
|                                                           | Erard de Wihogne, dit de Lexhy et Gérard de Fléron |              | 1565            | 1566            |                       | |
|                                                           | Nicolas de Miche et Lambert Navea |              | 1566            | 1567            |                       | |
|                                                           | Georges Goesvin et Jacques de Hodeige del Chaine |              | 1567            | 1568            |                       | |
|                                                           | Jean de Streel et Pierre Bex |              | 1568            | 1569            |                       | |
|                                                           | Raes d'Ans et Matthieu de la Thour |              | 1569            | 1570            |                       | |
|                                                           | Lambert Navea et Jacques de Chockier |              | 1570            | 1571            |                       | |
|                                                           | Georges Goesvin et Henri de Streel |              | 1571            | 1572            |                       | |
|                                                           | Jean de Streel et Pierre Bex |              | 1572            | 1573            |                       | |
|                                                           | Raes d'Ans et Henri d'Oupie |              | 1573            | 1574            |                       | |
|                                                           | Jacques de Hodeigne, dit del Chaine et Pierre le Rossiau, dit du Saint-Esprit                                                                                                |              | 1574            | 1575            |                       | |
|                                                           | Nicolas de Miche et Baudouin de Vaux |              | 1575            | 1576            |                       | |
|                                                           | Guillaume de Merode et Pierre Bex |              | 1576            | 1577            |                       | |
|                                                           | Raes d'Ans et Lambert Navea |              | 1577            | 1578            |                       | |
|                                                           | Jacques de Hodeige, dit del Chaine et Henri d'Oupie |              | 1578            | 1579            |                       | |
|                                                           | Georges de Berlaymont et Jean de Streel |              | 1579            | 1580            |                       | |
|                                                           | André d'Ans et Georges Goesvin |              | 1580            | 1581            |                       | |
| Sous Ernest de Bavière (1581-1612)                        | |              |                 |                 |                       | |
|                                                           | Raes d'Ans et François de Loncin |              | 1581            | 1582            |                       | |
|                                                           | Gérard d'Ans et François de Loncin |              | 1582            | 1583            |                       | |
|                                                           | Jean de Streel et Jacques Herlet |              | 1583            | 1584            |                       | |
|                                                           | André d'Ans et François de Meers |              | 1584            | 1585            |                       | |
|                                                           | Henri d'Oupie et Laurent de Méan |              | 1585            | 1586            |                       | |
|                                                           | Georges Goesvin et Henri de Streel |              | 1586            | 1587            |                       | |
|                                                           | Georges de Méan et Lambert Woot de Triexhe |              | 1587            | 1588            |                       | |
|                                                           | Mathias d'Ans et Philippe le Rosseau, dit du Saint-Esprit |              | 1588            | 1589            |                       | |
|                                                           | Raes d'Ans et Jean Jamar |              | 1589            | 1590            |                       | |
|                                                           | Georges Goesvin et Henri de Streel |              | 1590            | 1591            |                       | |
|                                                           | Georges de Méan et Jacques de Libert |              | 1591            | 1592            |                       | |
|                                                           | Mathias d'Ans et Louis de Chockier |              | 1592            | 1593            |                       | |
|                                                           | Jean de Merode et Jean Jamar |              | 1593            | 1594            |                       | |
|                                                           | Raes d'Ans et Georges Goesvin |              | 1594            | 1595            |                       | |
|                                                           | Henri d'Oupie et Jacques de Libert |              | 1595            | 1596            |                       | |
|                                                           | Mathias d'Ans et Louis de Chockier |              | 1596            | 1597            |                       | |
|                                                           | Philippe le Rosseau, dit du Saint-Esprit, et Jean Jamer |              | 1597            | 1598            |                       | |
|                                                           | Georges Goesvin et Bernard de Tollet |              | 1598            | 1599            |                       | |
|                                                           | Henri d'Oupie et Louis Masillon |              | 1599            | 1600            |                       | |
|                                                           | Mathias d'Ans et Jacques de Libert |              | 1600            | 1601            |                       | |
|                                                           | Philippe le Rosseau, dit du Saint-Esprit et Arnould de Mathys |              | 1601            | 1602            |                       | |
|                                                           | Jean Jamer et Bernard de Tollet |              | 1602            | 1603            |                       | |
|                                                           | Louis de Chockier et Jean de Joncis |              | 1603            | 1604            |                       | |
|                                                           | Louis Massillon et Matthieu de Trouilhet |              | 1604            | 1605            |                       | |
|                                                           | Mathias d'Ans et Guillaume Bex |              | 1605            | 1606            |                       | |
|                                                           | Georges Goesvin et Herman de Trappé |              | 1606            | 1607            |                       | |
|                                                           | Arnould de Mathys et Winand de Miche |              | 1607            | 1608            |                       | |
|                                                           | Lambert Werteau et Guillaume de Beeckman |              | 1608            | 1609            |                       | |
|                                                           | Jean de Merlemont et Hubert de Loën, dit de Kemexhe |              | 1609            | 1610            |                       | |
|                                                           | Mathias d'Ans et Guillaume Bex |              | 1610            | 1611            |                       | |
|                                                           | Matthieu de Trouilhet et Jean Woot de Triexhe |              | 1611            | 1612            |                       | |
|                                                           | Louis de Chockier et Herman de Trappé |              | 1612            | 1613            |                       | |
| Sous Ferdinand de Bavière (1612-1650)                     | |              |                 |                 |                       | |
|                                                           | Lambert Werteau et Guillaume de Beeckman |              | 1613            | 1614            |                       | |
|                                                           | François Franck et Matthieu de la Haye dit du Sani |              | 1614            | 1615            |                       | |
|                                                           | Mathias d'Ans et Jean de Méan |              | 1615            | 1616            |                       | |
|                                                           | Matthieu de Trouilhet et Guillaume van der Heyden a Blisia, puis Guillaume de Beeckman                                                                                       |              | 1616            | 1617            |                       | |
|                                                           | Jean de Merlemont et Jean de Liverlo |              | 1617            | 1618            |                       | |
|                                                           | Guillaume de Beeckman et François del Brouck, dit Paludanus |              | 1618            | 1619            |                       | |
|                                                           | Jean d'Ama et Eustache de Liverlo |              | 1619            | 1620            |                       | |
|                                                           | Mathias d'Ans et Jean de Méan |              | 1620            | 1621            |                       | |
|                                                           | Louis de Matillon et François de Liverlo |              | 1621            | 1622            |                       | |
|                                                           | Dionysus d'Oeteren (dit aussi Denis d'Otteren ou Van Oeteren) et Raes ou Erasme de Chockier                                                                                  |              | 1622            | 1623            |                       | |
|                                                           | Guillaume de Beeckman et Pierre de Bex |              | 1623            | 1624            | Grignoux              | Pierre de Bex, Seigneur de Freloux, né vers 1570 et exécuté en 1651, fut chef des Grignoux, parti populaire opposé au prince-évêque de Liège |
|                                                           | Jean d'Ama et Eustache de Liverlo, puis Michel de Sélys |              | 1624            | 1625            |                       | |
|                                                           | Raes d'Ans et Jean de Méan |              | 1625            | 1626            |                       | |
|                                                           | Louis de Massillon et Nicolas de Plainevaux, puis Guillaume vander Heyden a Blisia                                                                                           |              | 1626            | 1627            |                       | |
|                                                           | Jean de Merlemont et Étienne de Raussin |              | 1627            | 1628            | Grignoux              | |
|                                                           | Mathias d'Ans et François de Liverlo |              | 1628            | 1629            |                       | |
|                                                           | Guillaume de Beeckman et Mathieu de la Haye dit du Sany d'Or |              | 1629            | 1630            |                       | |
|                                                           | Guillaume de Beeckman et Sébastien La Ruelle, puis Henri de Rivière |              | 1630            | 1631            | Grignoux              | Guillaume de Beeckman est élu pour la 6e fois et décède le 29 janvier 1631 (empoisonnement ?). Sébastien La Ruelle fut assassiné le 16 avril 1637 lors d'un complot organisé par René de Renesse. |
|                                                           | Edmond de Schwartzemberg et Gérard Charles, dit Caroli |              | 1631            | 1632            |                       | |
|                                                           | Raes d'Ans et Pierre de Bex |              | 1632            | 1633            | Grignoux              | Pierre Bex est élu pour le 2e fois et Raes d'Ans pour la 3e fois. |
|                                                           | Jean de Méan et Jean de Liverlo |              | 1633            | 1634            |                       | |
|                                                           | Étienne de Raussin et Lambert de Fléron |              | 1634            | 1635            |                       | |
|                                                           | Sébastien La Ruelle et Michel de Selys |              | 1635            | 1636            | Grignoux              | Sébastien La Ruelle est élu pour la 2e fois. Michel de Selys à l'origine de la famille de Selys Longchamps |
|                                                           | Gérard de Haxhe et Crespin de Massillon |              | 1636            | 1637            |                       | |
|                                                           | Pierre de Bex et Barthélemy Rolans, dit Barthel |              | 1637            | 1638            |                       | |
|                                                           | Nicolas de Plainevaux et Jean Goesvin |              | 1638            | 1639            |                       | |
|                                                           | Gérard del Bouille et Pierre Wilmart |              | 1639            | 1640            |                       | |
|                                                           | Conrad Van der Heyden à Blisia et Charles d'Ans |              | 1640            | 1641            |                       | |
|                                                           | Charles de Méan et François de Liverlo |              | 1641            | 1642            | Chiroux               | |
|                                                           | Gérard Charles, dit Caroli et Philippe de Wansoulle |              | 1642            | 1643            |                       | Gérard Charles, dit Caroli est élu pour la 2efois |
|                                                           | Nicolas de Plainevaux et Henri de Curtius |              | 1643            | 1644            |                       | |
|                                                           | Jean Goesvin et Gérard de Hadin |              | 1644            | 1645            |                       | |
|                                                           | Conrard vander Heyden a Blisia et Charles d'Ans |              | 1645            | 1646            |                       | |
|                                                           | Charles de Méan et François de Liverlo, puis Renard Jaymaert |              | 1646            | 1647            | Chiroux puis Grignoux | À la suite de la rumeur que des troupes espagnoles furent introduites dans l'Hôtel de ville par les bourgmestres sortant Charles de Méan et François de Liverlo pour s'assurer les élections du lendemain, un terrible affrontement a lieu entre Chiroux-Grignoux, qui fait de nombreux morts. Le 24 juillet, François de Liverlo et Charles de Méan (Chiroux) sont élus pour la 2e fois bourgmestres, à la suite d'élections contestées mais le 25 des affrontements Chiroux-Grignoux aboutissant à l'abdication de Charles de Méan au profit de l'ex-colonel Renard Jaymaert (Grignoux). |
|                                                           | Pierre de Bex et Barthélémy Roland |              | 1647            | 1648            | Grignoux              | Pierre de Bex est élu pour le 4e fois. |
|                                                           | Pierre Wilmart et Mathieu Hennet, remplacé par Philippe de Wansoulle |              | 1648            | 1649            |                       | |
|                                                           | Gérard del Bouille et Jacques Hennet, puis Philippe de Wansoulle |              | 1649            | 1650            |                       | |
|                                                           | Pierre Rossius de Liboy et Bertholet de la Haxhe |              | 1650            | 1651            |                       | |
| Sous Maximilien-Henri de Bavière (1650-1688)              | |              |                 |                 |                       | |
|                                                           | Jean de Rosen et Nicolas de Rossius |              | 1651            | 1652            |                       | |
|                                                           | Nicolas de Plainevaux et Henri de Curtius |              | 1652            | 1653            |                       | |
|                                                           | François de Liverlo et Godefroid de Sélys |              | 1653            | 1654            |                       | |
|                                                           | Erasme de Foullon et Ferdinand de Beeckman |              | 1654            | 1655            |                       | |
|                                                           | Pierre Rossius de Liboy et Arnould de Butback |              | 1655            | 1656            |                       | |
|                                                           | Laurent de Méan et Pascal de Lambrecht |              | 1656            | 1657            |                       | |
|                                                           | Nicolas de Plainevaux et Henri de Curtius |              | 1657            | 1658            |                       | |
|                                                           | François de Liverlo et Edmond vander Heyden a Blisia |              | 1658            | 1659            |                       | |
|                                                           | Conrard vander Heyden a Blisia et Louis Rossius de Liboy |              | 1659            | 1660            |                       | |
|                                                           | Pierre Rossius de Liboy et Arnould de Butback |              | 1660            | 1661            |                       | |
|                                                           | Arnould de Kerckem et Pierre de Schell |              | 1661            | 1662            |                       | |
|                                                           | Henri de Curtius et Pierre de Simonis |              | 1662            | 1663            |                       | |
|                                                           | Edmond Vander Heyden a Blisia et Jean-Philippe de Fabry |              | 1663            | 1664            |                       | |
|                                                           | Conrard vander Heyden a Blisia et Louis Rossius de Liboy |              | 1664            | 1665            |                       | |
|                                                           | Arnould de Randaxhe et Mathias de Graty |              | 1665            | 1666            |                       | |
|                                                           | Étienne de Rossius et Guillaume-Philippe de Wansoulle |              | 1666            | 1667            |                       | |
|                                                           | Henri de Curtius et Pierre de Simonis |              | 1667            | 1668            |                       | |
|                                                           | Edmond vander Heyden a Blisia et Jean-Philippe de Fabry |              | 1668            | 1669            |                       | |
|                                                           | Pierre-Ernest de Charneux et Léonard de Stockhem |              | 1669            | 1670            |                       | |
|                                                           | Conrard vander Heyden a Blisia et Michel de Liverlo |              | 1670            | 1671            |                       | |
|                                                           | Étienne de Rossius et Guillaume-Philippe de Wansoulle |              | 1671            | 1672            |                       | |
|                                                           | Arnould de Randaxhe et Mathias de Graty |              | 1672            | 1673            |                       | |
|                                                           | Conrad de Haxhe et Jean-Philippe de Fabry |              | 1673            | 1674            |                       | |
|                                                           | Léonard de Stockem et Albert de Beckers |              | 1674            | 1675            |                       | |
|                                                           | Conrard vander Heyden a Blisia et Michel de Liverlo |              | 1675            | 1676            |                       | |
|                                                           | Charles d'Ans et Nicolas de Plainevaux |              | 1676            | 1677            |                       | |
|                                                           | Jean-Barthélemy de Plainevaux et Jean le Rond |              | 1677            | 1678            |                       | |
|                                                           | Arnould de Soumagne et Laurent Paul |              | 1678            | 1679            |                       | |
|                                                           | Guillaume-François Renardi et Guillaume de Stembier |              | 1679            | 1680            |                       | |
|                                                           | Ernest de Plainevaux et François de Looz |              | 1680            | 1681            |                       | |
|                                                           | Charles d'Ans et Nicolas de Plainevaux |              | 1681            | 1682            |                       | |
|                                                           | Walerand-Lambert de Ryckman et Jean le Rond |              | 1682            | 1683            |                       | |
|                                                           | Nicolas de Gerbes et Jean de Gaën, puis Henri-Pompée de Macors |              | 1683            | 1684            |                       | |
|                                                           | Guillaume-François Renardi et Henri-Paul Gilotton, Jean-Guillaume de Scarenbergh et Matias de Graty (après le règlement de Maximilien-Henri de Bavière, du 29 novembre 1684) |              | 1684            | 1685            |                       | |
|                                                           | Gérard de Doyembrugge et Albert de Beckers |              | 1685            | 1686            |                       | |
|                                                           | Erasme de Rivière et Arnould de Randaxhe |              | 1686            | 1687            |                       | |
|                                                           | Étienne de Rossius et Jacques-Thomas de Goër de Herve |              | 1687            | 1688            |                       | |
| Sous Jean-Louis d'Elderen (1688-1694)                     | |              |                 |                 |                       | |
|                                                           | Ferdinand-Louis d'Eynatten et Jacques de Sclessin |              | 1688            | 1689            |                       | |
|                                                           | Edmond-Conrard de Voordt et Barthélemy de Masset |              | 1689            | 1690            |                       | |
|                                                           | Guillaume-Philippe de Wansoulle et François van den Steen |              | 1690            | 1691            |                       | |
|                                                           | Jean de Gaën et Lambert de Mauger |              | 1691            | 1692            |                       | |
|                                                           | Léopold de Bonhome et Henri d'Auxbrebis |              | 1692            | 1693            |                       | 9 janvier 1693, chute du perron |
|                                                           | Vincent du Moulin et Jean-Maximilien de Bounam |              | 1693            | 1694            |                       | |
| Sous Joseph-Clément de Bavière (1694-1723)                | |              |                 |                 |                       | |
|                                                           | |              |                 |                 |                       | |
|                                                           | Erard-Denis de Foullon et Laurent de la Vaux des Brassines |              | 1694            | 1695            |                       | |
|                                                           | Florent-Henri-Louis-Alexandre de Berlaymont et Jean-Philippe de Hessalle |              | 1695            | 1696            |                       | |
|                                                           | Jacques-Thomas de Goër de Herve et Nicolas de Bohyers |              | 1696            | 1697            |                       | |
|                                                           | Melchior de Bounamau et Antoine-Théodore de Hilaire |              | 1697            | 1698            |                       | |
|                                                           | Maximilien-Henri de Courtejoye |              | 1698            | 1699            |                       | |
|                                                           | Albert de Beckers et Herman-François de Malt |              | 1699            | 1700            |                       | |
|                                                           | Edmond-Conrard de Voordt et Pierre-Antoine d'Audace |              | 1700            | 1701            |                       | |
|                                                           | Louis de Thier et Melchior Bailly |              | 1701            | 1702            |                       | |
|                                                           | Mathias-Guillaume de Louvrex et Jean-Arnould de Cartier |              | 1702            | 1703            |                       | |
|                                                           | Jean-Barthélemy de Plainevaux et Jean de Gaën |              | 1703            | 1704            |                       | |
|                                                           | Guillaume-Philippe de Wansoulle et Jérôme de Favereau |              | 1704            | 1705            |                       | |
|                                                           | Walter de Liverlo et Englebert de la Naye, puis Baudouin de Hodin |              | 1705            | 1706            |                       | |
|                                                           | Michel-Henri de Rosen et Jean-Hubert de Tignée |              | 1706            | 1707            |                       | |
|                                                           | Jean de Gaën et Louis-François de Juncis |              | 1707            | 1708            |                       | |
|                                                           | Jean-Fortunat-Ernest de Fléron et Jean-Barthélemy de Plainevaux |              | 1708            | 1709            |                       | |
|                                                           | Jean-Nicolas de Stenbier et Jean-François de Thier |              | 1709            | 1710            |                       | |
|                                                           | Jean-Louis de Libert de Flémalle et Mathias de Léonard |              | 1710            | 1711            |                       | |
|                                                           | Jean-Baptiste d'Oultremont et Guillaume de Sluse |              | 1711            | 1712            |                       | |
|                                                           | Walter de Liverlo et Dieudonné-Servais de Prayon |              | 1712            | 1713            |                       | |
|                                                           | Edmont-Conrard de Voordt et Louis de Thier |              | 1713            | 1714            |                       | Inauguration de l'hôtel de ville de Liège en 1714 |
|                                                           | Jean-Nicolas de Stenbier et Ferdinand-Conrard de Haxhe |              | 1714            | 1715            |                       | Jean-Nicolas de Stenbier est élu pour la 2e fois. |
|                                                           | Jean-Arnould de Cartier et Mathias de Léonard |              | 1715            | 1716            |                       | |
|                                                           | Gilles-Bernard de Stier et Hubert du Château |              | 1716            | 1717            |                       | |
|                                                           | Michel-Nicolas de Lohier et Louis-Lambert de Liverlo |              | 1717            | 1718            |                       | |
|                                                           | Arnold-Nicolas de Chockier et Guillaume de Blochousse |              | 1718            | 1719            |                       | |
|                                                           | Nicolas-Dieudonné de Trappé et Jacques-Mathias de Lambinon |              | 1719            | 1720            |                       | On peut voir les blasons des deux bourgmestres sur une des faces de la fontaine de la Tradition |
|                                                           | Jean-Nicolas de Stenbier et Jean-Rémy de Chestret |              | 1720            | 1721            |                       | Jean-Nicolas de Stenbier est élu pour la 3e fois. |
|                                                           | Jérôme de Favereau et Jacques-François de Tombeur |              | 1721            | 1722            |                       | |
|                                                           | Englebert de la Naye et Louis-Joseph de Cartier |              | 1722            | 1723            |                       | |
|                                                           | Jean-Louis Cartier et Henri-François de Fromenteau |              | 1723            | 1724            |                       | |
|                                                           | Hubert du Château et Henri de Bailly |              | 1724            | 1725            |                       | Hubert du Château est élu pour le 2e fois. |
| Sous Georges-Louis de Berghes (1724-1743)                 | |              |                 |                 |                       | |
|                                                           | Walter de Liverlo et Michel-Joseph de Grady |              | 1725            | 1726            |                       | |
|                                                           | Jean-Dominique de Spineto et Dieudonné-Jaspar-François Delchef |              | 1726            | 1727            |                       | |
|                                                           | Nicolas Dieudonné de Trappé et Pierre de Fromenteau |              | 1727            | 1728            |                       | |
|                                                           | Jean-Pierre Dejozé et Melchior de Bailly |              | 1728            | 1729            |                       | |
|                                                           | Jean-Louis de Cartier et Jean-François de Fléron |              | 1729            | 1730            |                       | |
|                                                           | Simon-Pierre Delvaux de Presseux et Lambert de Groutars |              | 1730            | 1731            |                       | |
|                                                           | Henri de Bailly et Nicolas-Joseph de Closset |              | 1731            | 1732            |                       | |
|                                                           | Jean-François de Fyon et Antoine de Closset |              | 1732            | 1733            |                       | |
|                                                           | Jean-Dominique de Spineto et Gérard de Charles |              | 1733            | 1734            |                       | |
|                                                           | Melchior de Bailly et Jean-Jacques de Fassin de Fechier |              | 1734            | 1735            |                       | |
|                                                           | Louis de Herstal et Jean-Remacle de la Tour |              | 1735            | 1736            |                       | |
|                                                           | Ernest-Ferdinand vander Heyden a Blisia et Nicolas Devisé |              | 1736            | 1737            |                       | |
|                                                           | Jean-Erard de Coune et Mathieu de Raick |              | 1737            | 1738            |                       | |
|                                                           | Henri de Bailly et Guillaume de Royer |              | 1738            | 1739            |                       | |
|                                                           | Louis-Joseph de Cartier et Antoine de Closset |              | 1739            | 1740            |                       | |
|                                                           | Jean-François de Fyon et Laurent-Godefroid de la Vaux des Brassines |              | 1740            | 1741            |                       | |
|                                                           | Melchior de Bailly et Perpète-Nicolas Devisé |              | 1741            | 1742            |                       | |
|                                                           | Michel-Joseph de Grady et Jean-Remacle de la Tour |              | 1742            | 1743            |                       | |
|                                                           | Mathieu de Raick et Jean-Guilaume Dejozé |              | 1743            | 1744            |                       | |
|                                                           | Gérard de Charles et Ernest-Ferdinand vander Heyden a Blisia |              | 1744            | 1745            |                       | |
| Sous Jean-Théodore de Bavière (1744-1763)                 | |              |                 |                 |                       | |
|                                                           | Charles-Renier de Loets de Trixhe et Léonard-Erard de Stockhem |              | 1745            | 1746            |                       | |
|                                                           | Lambert-Dieudonné de Rosen et Léonard de Hayme |              | 1746            | 1747            |                       | |
|                                                           | Jean-Remy de Chestret et Nicolas de Bastin |              | 1747            | 1748            |                       | |
|                                                           | Perpète-Nicolas Devisé et Englebert de La Naye |              | 1748            | 1749            |                       | |
|                                                           | Michel-Joseph de Grady et Guillaume de Vanbeul |              | 1749            | 1750            |                       | |
|                                                           | Jean-Guillaume Dejozé et Thomas-Hyacinthe de Vanbeul |              | 1750            | 1751            |                       | |
|                                                           | Jean-François de Bollis et Jean-Louis de Chestret |              | 1751            | 1752            |                       | |
|                                                           | Jean-Remy de Chestret et Albert de Grady |              | 1752            | 1753            |                       | |
|                                                           | Ernest-Ferdinand vander Heyden a Blisia et François-Denis de Cartier |              | 1753            | 1754            |                       | |
|                                                           | Paul-Jean Preud'homme de Borre et Jean-Pierre de Warnotte |              | 1754            | 1755            |                       | |
|                                                           | Henri-Michel-Albert de Mélotte et Jean-Ferdinand de Sluse |              | 1755            | 1756            |                       | |
|                                                           | Jean-Guillaume Dejozé et Guillaume de Sluse |              | 1756            | 1757            |                       | |
|                                                           | Charles-Antoine de Rossius et Antoine de Closset, puis Ernest-Ferdinand vander Heyden a Blisia et Philippe-Robert-Ernest d'Arschot.                                          |              | 1757            | 1758            |                       | |
|                                                           | Lambert-Dieudonné de Rosen et Gilles-Lambert d'Othée |              | 1758            | 1759            |                       | |
|                                                           | Nicolas-Mathieu de Graillet et Edmond-Dieudonné de Hubens |              | 1759            | 1760            |                       | |
|                                                           | (Jean-Guillaume)-Ernest-Ferdinand vander Heyden a Blisia et Jacques de Heusy                                                                                                 |              | 1760            | 1761            |                       | |
|                                                           | Ernest-Ferdinand vander Heyden a Blisia et Henri de Hoyoux |              | 1761            | 1762            |                       | |
|                                                           | Jean-Baptiste de Hayme de Bomal et Jacques-Sébastien de Daniels |              | 1762            | 1763            |                       | |
|                                                           | Théodore-Antoine de Berlaymont et Georges-Albert de Goër de Herve |              | 1763            | 1764            |                       | |
| Sous Charles-Nicolas d'Oultremont (1763-1771)             | |              |                 |                 |                       | |
|                                                           | Jean-Antoine de Libert et Jean-François de Harlez |              | 1764            | 1765            |                       | |
|                                                           | Albert de Grady et Herman-Lambert de Groutars |              | 1765            | 1766            |                       | |
|                                                           | Charles-Walter van den Steen et Léopold-Bernard de Hayme |              | 1766            | 1767            |                       | |
|                                                           | Ernest-Ferdinand van der Heyden de Blisia et Jean-Baptiste de Hayme de Bomal                                                                                                 |              | 1767            | 1768            |                       | Jean-Baptiste de Hayme de Bomal est élu pour la 2e fois |
|                                                           | Pierre-Robert de Cartier de Marchienne et Louis de Closquet |              | 1768            | 1769            |                       | |
|                                                           | Mathias de Lassence et Pierre-Grégoire de Vivario |              | 1769            | 1770            |                       | |
|                                                           | Jean-Guillaume-Joseph de Clercx et Jacques-Joseph Fabry |              | 1770            | 1771            |                       | |
|                                                           | Henri-Joseph de Flaveau de Cort et Evrard-Urbain de Fossoul |              | 1771            | 1772            |                       | |
|                                                           | Lambert-François de Piron et Jean-François-Hubert de Bronckart |              | 1772            | 1773            |                       | |
| Sous François-Charles de Velbruck (1772-1784)             | |              |                 |                 |                       | |
|                                                           | Jean-Remacle de Lantremange et Henri-Arnold de Jaminet |              | 1773            | 1774            |                       | |
|                                                           | Guillaume-Bernard de Geloes et Jean-Ignace de Villenfagne |              | 1774            | 1775            |                       | |
|                                                           | Georges-Henri-Joseph de Mélotte et Nicolas-Toussaint de Thier |              | 1775            | 1776            |                       | |
|                                                           | Nicolas-Mathieu de Graillet et Louis de Closquet |              | 1776            | 1777            |                       | |
|                                                           | Gilles-Lambert d'Othée et Albert-Joseph de Grady |              | 1777            | 1778            |                       | |
|                                                           | Jean-Baptiste de Hayme de Bomal et Albert de Léonard |              | 1778            | 1779            |                       | Jean-Baptiste de Hayme de Bomal est élu pour la 3e fois |
|                                                           | Pierre-Grégoire de Vivario et Evrard-Urbain de Fossoul |              | 1779            | 1780            |                       | |
|                                                           | Léonard de Hodeige et Thomas-Mathias de Louvrex |              | 1780            | 1781            |                       | |
|                                                           | Georges-Henri-Joseph de Mélotte et François-Guillaume de Bourguignon |              | 1781            | 1782            |                       | |
|                                                           | Nicolas-Mathieu, baron de Graillet et François-Joseph-Charles d'Othée |              | 1782            | 1783            |                       | |
|                                                           | Jacques-Joseph Fabry et Guillaume-Louis-Gérard baron de Moffarts |              | 1783            | 1784            |                       | |
| Sous César-Constantin-François de Hoensbroeck (1784-1792) | |              |                 |                 |                       | |
|                                                           | Pierre-Ambroise de Loets de Trixhe et Jean-Remy de Chestret |              | 1784            | 1785            |                       | |
|                                                           | Charles-François de Le Duc et de Sougné et Henri-Philibert de Coune |              | 1785            | 1786            |                       | |
|                                                           | Jean-Baptiste de Hayme et Guisbert-Nicolas-Henri de Mélotte |              | 1786            | 1787            |                       | |
|                                                           | Georges-Henri-Joseph de Mélotte et Clément de Plomteux |              | 1787            | 1788            |                       | |
|                                                           | Léopold-Albert-Ignace de Villenfagne et Philippe-François de Ghaye |              | 1788            | 1789            |                       | |

### Bourgmestres de Liège entre 1789 et 1830

#### Révolution liégeoise (1789-1791)
| Nom                                                 | Nom                                                        | Nom | Dates du mandat | Dates du mandat | Parti | Notes |
| --------------------------------------------------- | ---------------------------------------------------------- | --- | --------------- | --------------- | ----- | --- |
| Liste des bourgmestres sous la révolution liégeoise |                                                            |     |                 |                 |       | |
|                                                     | Jean-Remy de Chestret et Jacques-Joseph Fabry              |     | 1789            | 1790            |       | Bourgmestres-régents élus par le peuple. Jean-Remy de Chestret de Haneffe est élu pour la 2e fois. (Mathias de Lassence et Gilles-Joseph de Cologne, bourgmestres corégents) |
|                                                     | Jacques-Joseph Fabry et Arnold-Godefroid-Joseph de Donceel |     | 1790            | 1791            |       | |

#### Restauration du pouvoir du Prince-évêque (1791-1794)
| Nom                                                                        | Nom | Nom | Dates du mandat | Dates du mandat | Parti | Notes |
| -------------------------------------------------------------------------- | --- | --- | --------------- | --------------- | ----- | ----- |
| Liste des bourgmestres lors de la restauration du pouvoir du Prince-évêque | |     |                 |                 |       |       |
|                                                                            | Hilarion-Noël de Villenfagne d’Ingihoul et François-Antoine de Méan                                      |     | 1791            | 1792            |       |       |
|                                                                            | Joseph-Henri-Lambert-Marie d'Othée et Guisbert-Nicolas-Henri de Mélotte                                  |     | 1792            | 1793            |       |       |
|                                                                            | Jean-Dieudonné-Philibert de Villenfagne et Antoine-Hubert de Warnant                                     |     | 1793            | 1794            |       |       |
|                                                                            | Divers officiers municipaux remplissent les fonctions de bourgmestres : Jaeymaert et Harzé, Ista, Sélys. |     | 1794            | 1795            |       |       |

#### Directoire (1795-1799)
| Nom                                       | Nom                | Nom | Dates du mandat | Dates du mandat | Parti | Notes                                           |
| ----------------------------------------- | ------------------ | --- | --------------- | --------------- | ----- | ----------------------------------------------- |
| Liste des bourgmestres sous le Directoire |                    |     |                 |                 |       |                                                 |
|                                           | Mathias Renard     |     | 1795            | 1797            |       | Commissaire du Directoire près la municipalité. |
|                                           | Charles Tainturier |     | 1798            | 1799            |       | Commissaire du Directoire près la municipalité. |

#### Consulat et Premier Empire (1799-1815)
| Nom                                                 | Nom                                | Nom | Dates du mandat | Dates du mandat | Parti | Notes                                                    |
| --------------------------------------------------- | ---------------------------------- | --- | --------------- | --------------- | ----- | -------------------------------------------------------- |
| Liste des maires sous le Consulat et Premier Empire |                                    |     |                 |                 |       |                                                          |
|                                                     | Michel-Laurent de Sélys Longchamps |     | 19 juin 1800    | 1802            |       | Maire de Liège, nommé par le préfet Antoine Desmousseaux |
|                                                     | Henri-Gérard Bailly                |     | 1802            | 1812            |       |                                                          |
|                                                     | Charles-Joseph Desoer              |     | 1813            | 1814            |       | Destitué par le général russe de Czernicheff             |

#### Occupation Russe (1814)
| Nom | Nom                        | Nom | Dates du mandat | Dates du mandat | Parti | Notes                                                                                                |
| --- | -------------------------- | --- | --------------- | --------------- | ----- | --- |
|     | Nicolas-Marie Knaeps-Kenor |     | 1814            | 1814            |       | Président de la Commission administrative provisoire de la ville de Liège qui compte quatre membres. |

#### Royaume uni des Pays-Bas (1815-1830)
| Nom                                                     | Nom                            | Nom | Dates du mandat | Dates du mandat | Parti | Notes |
| ------------------------------------------------------- | ------------------------------ | --- | --------------- | --------------- | ----- | --- |
| Liste des bourgmestres sous le royaume uni des Pays-Bas |                                |     |                 |                 |       | |
|                                                         | Nicolas-Marie Knaeps-Kenor     |     | 1814            | 1817            |       | Président de la Commission administrative provisoire de la ville de Liège.                                     |
|                                                         | Denis Marie de Mélotte d'Envoz |     | 1817            | 1824            |       | Président. (Membres de la commission : Abraham Lesoinne, Jean-Pierre-Joseph-Ernest de Bex, Frédéric Rouveroy). |
|                                                         | Denis Marie de Mélotte d'Envoz |     | 1824            | 1830            |       | |

### Bourgmestres de Liège depuis l'indépendance de la Belgique (1830)
| Nom                                               | Nom                         | Nom | Dates du mandat | Dates du mandat | Parti         | Dates de naissance et de décès & notes |
| ------------------------------------------------- | --------------------------- | --- | --------------- | --------------- | ------------- | --- |
| Liste des Bourgmestres depuis la révolution belge |                             |     |                 |                 |               | |
|                                                   | Louis Jamme                 |     | 1830            | 1838            | Unionisme     | (Liège, 15/10/1779 - Liège, 12/02/1848) Démissionne à la suite d'un début de paralysie. |
|                                                   | Jean-Joseph Tilman          |     | 1838            | 1842            |               | |
|                                                   | Ferdinand Piercot           |     | 1842            | 1852            | Parti libéral | (Bruxelles, 12/09/1797 - Liège, 09/12/1877) Il a été bourgmestre de Liège à plusieurs reprises entre 1842 et 1877. Il est notamment connu pour avoir introduit la distribution d'eau à Liège                                                             |
|                                                   | Mathieu Closset-Wauters     |     | 1852            | 1857            |               | (1798-1876) |
|                                                   | Émile Louis Ansiaux         |     | 1857            | 1857            | Parti libéral | (Liège, 12/05/1804 - Liège, 11/10/1874) |
|                                                   | Jean-François Dewildt       |     | 1857            | 13/05/1859      |               | (Maastricht, 1808 - Liège, 1880). Démissionne. |
|                                                   | Joseph Neuville             |     | 1859            | 1862            | Parti libéral | (Liège 19/12/1807 - Liège le 7/07/1890) |
|                                                   | Ferdinand Piercot           |     | 1862            | 1867            | Parti libéral | |
|                                                   | Jules d'Andrimont           |     | 20/08/1867      | 07/05/1870      |               | (Liège, le 27/10/1834 - Liège le 21/07/1891) Démissionne |
|                                                   | Ferdinand Piercot           |     | 1870            | 1877            | Parti libéral | Succède à Jules d'Antrimont démissionnaire |
|                                                   | Gustave Mottard             |     | 1878            | 1884            |               | |
|                                                   | Julien Warnant              |     | 1884            | 1885            |               | (Huy, 25/06/1835 - Liège, 15/11/1910) |
|                                                   | Jules d'Andrimont           |     | 1885            | 1891            |               | |
|                                                   | Léon Gérard                 |     | 1891            | 1900            |               | (Liège, 03/09/1840 - Liège, 29/04/1922) |
|                                                   | Gustave Kleyer              |     | 1900            | 1921            | Parti libéral | (Habay-la-Vieille, 17/03/1853 - Liège, 04/04/1939) |
|                                                   | Émile Digneffe              |     | 1921            | 1927            | Parti libéral | (Liège, 20/12/1858 - Liège, 16/06/1937) |
|                                                   | Xavier Neujean              |     | 1927            | 1940            |               | (Liège, 25/02/1865 - Liège, 12/01/1940) |
|                                                   | Joseph Bologne              |     | 09/04/1940      | 09/11/1942      |               | (1871-1959) Premier Bourgmestre socialiste de Liège |
|                                                   | Gérard Willems              |     | 09/11/1942      | 18/11/1942      | Rex           | Non démocratique Démissionne pour « raisons de santé » après neuf jours. Condamné à trois ans de prison par un tribunal militaire le 5 février 1946. |
|                                                   | Théophile J. Albert Dargent |     | 18/11/1942      | 01/09/1944      | Rex           | (Flémalle-Grande 1899 - ? 1945) Non démocratique Bourgmestre du Grand Liège (Liège et son agglomération). Prévenu de dénonciations caractérisées et collaboration policière, est condamné à mort et exécuté.                                             |
|                                                   | Joseph Bologne              |     | 07/09/1944      | 1945            |               | |
|                                                   | Paul Gruselin               |     | 1945            | 1958            | PSB           | (Beyne-Heusay, le 11/07/1901 - Esneux, le 2/06/1985) |
|                                                   | Auguste Buisseret           |     | 1958            | 1963            | PLP           | (Beauraing, le 18/08/1888 - Liège, le 15/04/1965) Démissionne pour raisons de santé |
|                                                   | Maurice Destenay            |     | 1963            | 1973            | PLP           | (Tilleur, 18/02/1900 - Liège, 01/09/1973) Succède à Auguste Buisseret démissionnaire |
|                                                   | Charles Bailly              |     | 1973            | 1976            | PS            | (Waremme, 06/02/1914 - Menton, 10/09/1991) |
|                                                   | Edouard Close               |     | 1976            | 1990            | PS            | (Verviers, 08/07/1929 - Liège, 02/03/2017) En novembre 1990, au cours de son troisième mandat, se domicilie à Aubel et perd de facto sa fonction de bourgmestre, pour éviter une démission à la suite de l'affaire de malversations dite des horodateurs |
|                                                   | Henri Schlitz               |     | 1991            | 01/01/1995      | PS            | (Liège, 15/01/1930 - 10/12/2002) |
|                                                   | Jean-Maurice Dehousse       |     | 01/01/1995      | 15/09/1999      | PS            | (Liège, 11/10/1936 - 9/02/2023) Élu député européen |
|                                                   | Willy Demeyer               |     | 15/09/1999      | en cours        | PS            | (Liège, 17/03/1959 -) Élu en octobre 2000 Réélu en octobre 2006, octobre 2012, octobre 2018 et octobre 2024 |
|                                                   |                             |     |                 |                 |               | |